# Mikhail Gurevich (enxadrista)
Mikhail Naumovich Gurevich (nascido em 22 de fevereiro de 1959 em Kharkiv, União Soviética) é um Grande Mestre de xadrez ucraniano. Viveu na Bélgica entre 1991 e 2005, e desde então vive na Turquia.
Gurevich recebeu o título de Mestre Internacional em 1985, e tornou-se Grande Mestre em 1986. Em 1987, obteve o primeiro lugar em Moscou, à frente de Oleg Romanishin e Sergey Dolmatov. Ficou em segundo em Leningrado, atrás de Rafael Vaganian, mas à frente de Andrei Sokolov e Artur Yusupov.
No seu auge, entre 1989 e 1991, Gurevich era considerado um dos dez melhores jogadores do mundo. Obteve o primeiro lugar em Reggio Emilia 1989, a frente de Vassily Ivanchuk, Jaan Ehlvest e Viswanathan Anand, e dividiu o primeiro lugar em Moscou 1990 com Alexander Khalifman e Evgeny Bareev. Seu maior ranking foi um empate pelo quinto lugar nas classificações de janeiro de 1990 e janeiro de 1991 da FIDE, com ratings de 2 645 e 2 650, respectivamente.
Após uma queda durante a década de 1990, Gurevich obteve seu rating mais alto, de 2 694, no ranking de janeiro de 2001 da FIDE, 14o do mais alto do mundo. Neste ano, Gurevich venceu o Campeonato de Xadrez da Bélgica com uma pontuação perfeita de 9/9.